# Clayton Donaldson
Clayton Andrew Donaldson (Bradford, 7 febbraio 1984) è un ex calciatore giamaicano con cittadinanza britannica, di ruolo attaccante.

## Biografia
Possiede la cittadinanza giamaicana grazie alle origini dei genitori.

## Caratteristiche tecniche
In possesso di una notevole resistenza, è un attaccante rapido nei movimenti, forte fisicamente e abile ad inserirsi tra gli spazi. Tra le sue doti spiccano lo stacco aereo, il senso della posizione e la freddezza sotto rete.
In grado di fare reparto da solo, predilige tenere il pallone per far salire la squadra, favorendo l'inserimento dei compagni.

## Carriera

### Club
Proveniente dal settore giovanile dell'Hull City - dopo alcune esperienze nelle leghe inferiori - nel 2007 viene prelevato dall'Hibernian, in Scozia.
Il 22 agosto 2008 passa al Crewe Alexandra, firmando un contratto valido per tre stagioni. Nel 2011 si laurea - con 28 reti - capocannoniere della League Two.
Il 1º luglio 2011 si lega - per mezzo di un contratto triennale - al Brentford. Il 25 giugno 2014 la società annuncia che il calciatore lascerà la squadra dopo aver rifiutato il prolungamento del contratto.
Il 1º luglio 2014 passa a parametro zero al Birmingham City, sottoscrivendo un contratto biennale. Il 10 gennaio 2015 mette a segno una tripletta contro il Wigan. Il 17 luglio 2015 rinnova il proprio contratto fino al 2018.

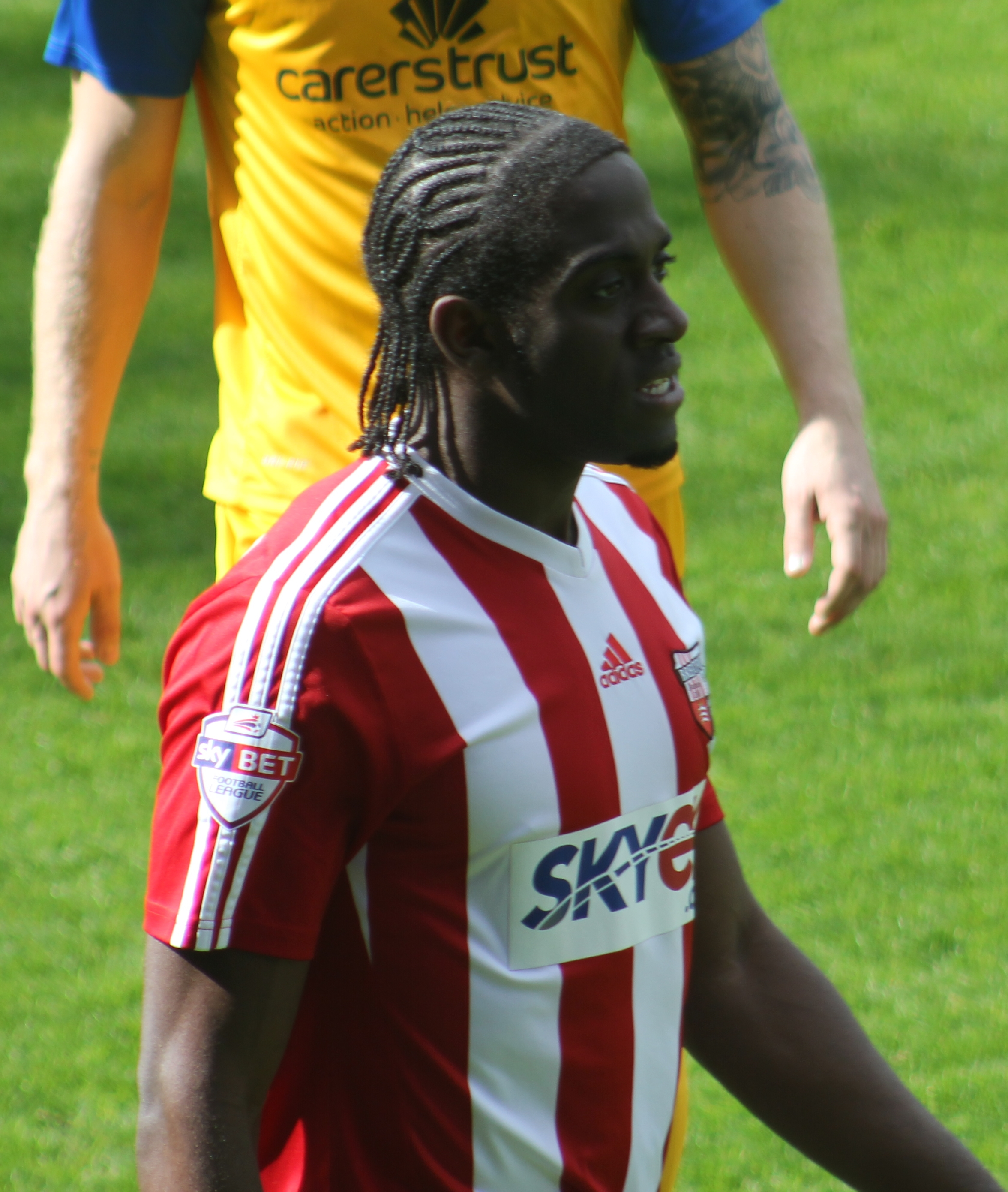
Donaldson con la divisa del Brentford

### Nazionale
Il 27 ottobre 2015 viene convocato dalla selezione giamaicana per prendere parte agli incontri di qualificazione ai Mondiali 2018 contro Panamá e Haiti. Esordisce in nazionale il 14 novembre, subentrando al 62' al posto di Darren Mattocks. Quattro giorni dopo una sua rete risulta decisiva nella vittoria contro l'Haiti.
Il 24 maggio 2016 viene incluso dal CT Winfried Schäfer tra i 23 convocati che parteciperanno alla Copa América Centenario negli Stati Uniti.

## Statistiche

### Presenze e reti nei club
Statistiche aggiornate al 30 giugno 2019.
| Stagione               | Squadra                | Campionato             | Campionato | Campionato | Coppe nazionali | Coppe nazionali | Coppe nazionali | Coppe continentali | Coppe continentali | Coppe continentali | Altre coppe | Altre coppe | Altre coppe | Totale | Totale |
| Stagione               | Squadra                | Comp                   | Pres       | Reti       | Comp            | Pres            | Reti            | Comp               | Pres               | Reti               | Comp        | Pres        | Reti        | Pres   | Reti   |
| ---------------------- | ---------------------- | ---------------------- | ---------- | ---------- | --------------- | --------------- | --------------- | ------------------ | ------------------ | ------------------ | ----------- | ----------- | ----------- | ------ | ------ |
| 2004-2005              | Harrogate Town         | FC                     | 8          | 3          | FACup+CdL       | 2+0             | 1               | -                  | -                  | -                  | FLT         | 1           | 0           | 11     | 4      |
| 2005-2006              | York City              | FC                     | 42         | 17         | FACup+CdL       | 2+0             | 1               | -                  | -                  | -                  | FLT         | 1           | 0           | 45     | 18     |
| 2006-2007              | York City              | FC                     | 43+2       | 24         | FACup+CdL       | 2+0             | 1               | -                  | -                  | -                  | FLT         | 1           | 1           | 48     | 26     |
| Totale York City       | Totale York City       | Totale York City       | 85+2       | 41         |                 | 4               | 2               |                    | -                  | -                  |             | 2           | 1           | 93     | 44     |
| 2007-2008              | Hibernian              | SPL                    | 18         | 5          | SC+CdL          | 1+2             | 0+1             | -                  | -                  | -                  | -           | -           | -           | 21     | 6      |
| 2008-2009              | Crewe Alexandra        | FL1                    | 37         | 6          | FACup+CdL       | 3+1             | 1+0             | -                  | -                  | -                  | FLT         | 2           | 0           | 43     | 7      |
| 2009-2010              | Crewe Alexandra        | FL2                    | 37         | 13         | FACup+CdL       | 1+1             | 0               | -                  | -                  | -                  | FLT         | 0           | 0           | 39     | 13     |
| 2010-2011              | Crewe Alexandra        | FL2                    | 43         | 28         | FACup+CdL       | 1+2             | 0               | -                  | -                  | -                  | FLT         | 2           | 1           | 48     | 29     |
| Totale Crewe Alexandra | Totale Crewe Alexandra | Totale Crewe Alexandra | 117        | 47         |                 | 9               | 1               |                    | -                  | -                  |             | 4           | 1           | 130    | 49     |
| 2011-2012              | Brentford              | FL1                    | 46         | 11         | FACup+CdL       | 2+1             | 0               | -                  | -                  | -                  | FLT         | 2           | 0           | 51     | 11     |
| 2012-2013              | Brentford              | FL1                    | 44+3       | 18+2       | FACup+CdL       | 7+1             | 4+0             | -                  | -                  | -                  | FLT         | 1           | 0           | 56     | 24     |
| 2013-2014              | Brentford              | FL1                    | 46         | 17         | FACup+CdL       | 2+0             | 1               | -                  | -                  | -                  | FLT         | 0           | 0           | 48     | 18     |
| Totale Brentford       | Totale Brentford       | Totale Brentford       | 136+3      | 46+2       |                 | 13              | 5               |                    | -                  | -                  |             | 3           | 0           | 155    | 53     |
| 2014-2015              | Birmingham City        | FLC                    | 46         | 15         | FACup+CdL       | 0+2             | 1               | -                  | -                  | -                  | -           | -           | -           | 48     | 15     |
| 2015-2016              | Birmingham City        | FLC                    | 40         | 11         | FACup+CdL       | 0+1             | 0               | -                  | -                  | -                  | -           | -           | -           | 41     | 11     |
| 2016-2017              | Birmingham City        | FLC                    | 23         | 6          | FACup+CdL       | 0+1             | 0               | -                  | -                  | -                  | -           | -           | -           | 24     | 6      |
| ago. 2017              | Birmingham City        | FLC                    | 4          | 0          | FACup+CdL       | 0               | 0               | -                  | -                  | -                  | -           | -           | -           | 4      | 0      |
| Totale Birmingham City | Totale Birmingham City | Totale Birmingham City | 113        | 32         |                 | 4               | 1               |                    | -                  | -                  |             | -           | -           | 117    | 33     |
| ago. 2017-2018         | Sheffield United       | FLC                    | 26         | 5          | FACup+CdL       | 3+0             | 0               | -                  | -                  | -                  | -           | -           | -           | 29     | 5      |
| 2018-2019              | Bolton                 | FLC                    | 31         | 1          | FACup+CdL       | 2+1             | 1+0             | -                  | -                  | -                  | -           | -           | -           | 34     | 2      |
| Totale carriera        | Totale carriera        | Totale carriera        | 539        | 182        |                 | 41              | 12              |                    | -                  | -                  |             | 10          | 2           | 590    | 196    |

### Cronologia presenze e reti in nazionale
| Cronologia completa delle presenze e delle reti in nazionale ― Giamaica | Cronologia completa delle presenze e delle reti in nazionale ― Giamaica | Cronologia completa delle presenze e delle reti in nazionale ― Giamaica | Cronologia completa delle presenze e delle reti in nazionale ― Giamaica | Cronologia completa delle presenze e delle reti in nazionale ― Giamaica | Cronologia completa delle presenze e delle reti in nazionale ― Giamaica | Cronologia completa delle presenze e delle reti in nazionale ― Giamaica | Cronologia completa delle presenze e delle reti in nazionale ― Giamaica |
| Data                                                                    | Città                                                                   | In casa                                                                 | Risultato                                                               | Ospiti                                                                  | Competizione                                                            | Reti                                                                    | Note                                                                    |
| ----------------------------------------------------------------------- | ----------------------------------------------------------------------- | ----------------------------------------------------------------------- | ----------------------------------------------------------------------- | ----------------------------------------------------------------------- | ----------------------------------------------------------------------- | ----------------------------------------------------------------------- | ----------------------------------------------------------------------- |
| 14-11-2015                                                              | Kingston                                                                | Giamaica                                                                | 0 – 2                                                                   | Panama                                                                  | Qual. Mondiali 2018                                                     | -                                                                       | 62’                                                                     |
| 18-11-2015                                                              | Port-au-Prince                                                          | Haiti                                                                   | 0 – 1                                                                   | Giamaica                                                                | Qual. Mondiali 2018                                                     | 1                                                                       | 90’                                                                     |
| 26-3-2016                                                               | Kingston                                                                | Giamaica                                                                | 1 – 1                                                                   | Costa Rica                                                              | Qual. Mondiali 2018                                                     | -                                                                       | 85’                                                                     |
| 30-3-2016                                                               | San José                                                                | Costa Rica                                                              | 3 – 0                                                                   | Giamaica                                                                | Qual. Mondiali 2018                                                     | -                                                                       |                                                                         |
| 28-5-2016                                                               | Viña del Mar                                                            | Cile                                                                    | 1 – 2                                                                   | Giamaica                                                                | Amichevole                                                              | 1                                                                       | 64’                                                                     |
| 5-6-2016                                                                | Chicago                                                                 | Giamaica                                                                | 0 – 1                                                                   | Venezuela                                                               | Coppa America Centenario - 1º turno                                     | -                                                                       |                                                                         |
| 9-6-2016                                                                | Pasadena                                                                | Messico                                                                 | 2 – 0                                                                   | Giamaica                                                                | Coppa America Centenario - 1º turno                                     | -                                                                       |                                                                         |
| 13-6-2016                                                               | Santa Clara                                                             | Uruguay                                                                 | 3 – 0                                                                   | Giamaica                                                                | Coppa America Centenario - 1º turno                                     | -                                                                       |                                                                         |
| 3-9-2016                                                                | Panama                                                                  | Panama                                                                  | 2 – 0                                                                   | Giamaica                                                                | Qual. Mondiali 2018                                                     | -                                                                       |                                                                         |
| 7-9-2016                                                                | Kingston                                                                | Giamaica                                                                | 0 – 2                                                                   | Haiti                                                                   | Qual. Mondiali 2018                                                     | -                                                                       | 74’                                                                     |
| Totale                                                                  |                                                                         | Presenze                                                                | 10                                                                      |                                                                         | Reti                                                                    | 2                                                                       |                                                                         |

## Palmarès

### Individuale
- Capocannoniere della Football League Two: 1

2010-2011 (28 gol)